# 日曜ビッグウェーブ
『日曜ビッグウェーブ』（にちようビッグウェーブ）は、1997年11月9日から同年12月28日までフジテレビ系列局が編成していた（11月16日放送分のみ関西テレビ製作）単発特別番組枠である。全8回。編成時間は毎週日曜 20:00 - 20:54 （日本標準時）。

## 概要
『ダウンタウンのごっつええ感じ』の打ち切りを受けて急遽編成されたつなぎ番組の枠。直前の19:58 - 20:00には、予告番組である『日曜リトルウェーブ』が編成されていた（19:00開始の回と19:30開始の回を除く）。次のレギュラー番組である『Happy Birthday!』の放送開始に伴い、2か月で終了した。
なお、クロスネット局であるテレビ大分は、『水曜ビッグウェーブ』と改題した上で水曜夕方に編成していた。同じくクロスネット局のテレビ宮崎は本枠を編成しなかった。

## 放送番組一覧
| 放送日         | タイトル                                                   | 主な出演者               | 備考                       |
| -------------- | ---------------------------------------------------------- | ------------------------ | -------------------------- |
| 1997年 11月9日 | K-1 GRANDPRIX '97決勝                                      | 藤原紀香                 | 19:00から放送              |
| 11月16日       | 発掘!あるある大事典                                        | 堺正章、ヒロミ           | この番組のみ関西テレビ製作 |
| 11月23日       | '97ベストヒット100                                         |                          | 19:30から放送              |
| 11月30日       | ダチョウ倶楽部&岡本夏生 アフリカ横断 サバンナ爆笑5000キロ  | ダチョウ倶楽部、岡本夏生 |                            |
| 12月7日        | 有名人の妻大集合!こんな夫婦うちだけかもしれないスペシャル! |                          |                            |
| 12月14日       | 有名人の妻大集合!こんな夫婦うちだけかもしれないスペシャル! |                          |                            |
| 12月21日       | 超Xmas!スーパーギフトショー!!                              |                          |                            |
| 12月28日       | 劇的瞬間スペシャル!'97ニュース映像大賞                     |                          | 19:00から放送              |